# Fox Mulder
Fox William Mulder, interpretado pelo ator David Duchovny, é um dos protagonistas da série de ficção científica The X-Files (Arquivo X no Brasil e Ficheiros Secretos em Portugal).

## Biografia
Fox William Mulder, nascido em 13 de outubro de 1961 e se formou bacharel em Psicologia na Universidade de Oxford, em 1986. Depois ingressou na academia de treinamento do FBI em Quantico. Em 1988 foi designado para a Unidade de Crimes violentos (UCV), destacando-se em seu primeiro caso – a perseguição do perigoso assaltante de bancos, John Barnet. Trabalhava traçando os perfis dos criminosos. Atormentado com o desaparecimento de sua irmã mais nova Samantha Mulder,que ocorreu em 27 de novembro de 1973, fez quando jovem uma regressão hipnótica com o dr. Heitz, pela qual ficou convencido não só de que sua irmã fora abduzida por forças extraterrestres, mas também, que fora imobilizado por essas mesmas forças. Isso resultou numa mudança em sua carreira. Foi quando encontrou o denominado Arquivo X - casos inexplicáveis, que diziam respeito ao Paranormal - e resolveu dedicar-se a eles. É um agente competente e se destaca profissionalmente, mas possui crenças não convencionais e por isso recebeu o apelido de spooky -assombrado- Mulder.
Impulsionado pela crença em conspirações governamentais que acobertam a existência de extraterrestres, além de ter um acordo secreto com eles, ele se dedica ao arquivo x em busca da verdade.
Seus superiores indicaram a agente Dana Katherine Scully - médica e cientista - para trabalhar como sua parceira e invalidar seu trabalho com a ciência. Mas, ao conhecê-lo, encanta-se com sua determinação e com sua busca pela verdade. E, apesar de não concordar com suas ideias, aprende a conviver com elas. Tornam-se muito próximos resultando num perceptível respeito mútuo. Com a amizade se fortalecendo durante os anos de trabalho, um vai aprendendo e trocando experiências com o outro. Aliam-se, com efeito, na busca pela verdade. No caso do Arquivo X, isso significaria, entre muitos casos, desvendar uma conspiração governamental contra o povo para acobertar a existência de extraterrestres.
Nessa busca pela verdade, os agentes têm várias mudanças significativas em suas vidas, como perda de parentes queridos e doenças, mas a confiança mútua e seus empenhos profissionais não os permite abandonar seus propósitos.
Fox Mulder faz-se notar também por sua personalidade forte ao não se incomodar com o que os demais pensam a seu respeito; faz, inclusive, ironia de si mesmo. Por fim, tem um sarcasmo refinado e uma tendência à paranóia como suas marcas registradas.